# أمير سالم العيدروس
أمير سالم بن علي العيدروس
من مواليد بور - حضرموت - الجمهورية اليمنية  22\3\1962
يحمل شهادة الماجستير في الاقتصاد.
عمل في سفارة اليمن في اليابان 
ثم في الوفد الدائم بالأمم المتحدة في نيويورك.
عين مديراً لمكتب رئيس الوزراء (بدجة وزير) لثلاث حكومات على التوالي.
عُين سفيرا للجمهورية اليمنية بفرنسا.. قلدته الحكومة الفرنسية وسام الاستحققاق الوطني (الفارس الأعلى).  
كما عمل سفيراً غير مقيم لدى البرتغال
عيُن في مطلع العام 2008م  وزيرا للنفط والمعادن اليمنية إلى تغيير حكومة مجور في نوفمبر2011 م ( رأس حينها مجالس إدارة عدد من المؤسسات والشركات )
كما قد شغل منصب نائب وزير الخارجية.  
ورئيساً للجنة الوطنية العليا لشؤن اللاجئين . 
كما رأس عدد من اللجان الوطنية أهمها اللجنة الوطنية لحضر الأسلحة الكيميائية والبيولوجية.  
جده السيد العالم المنصب / علي بن عبد القادر العيدروس